# هاگیوارا هیرومیچی
هاگیوارا هیرومیچی (به ژاپنی: 萩原 広道 Hagiwara Hiromichi); ۲۹ مارس ۱۸۱۵ – ۱۱ ژانویهٔ ۱۸۶۳) زبان‌شناس، شاعر، فیلسوف، نویسنده، و منتقد ادبی اهل ژاپن بود.